# Štičí rybník (Jabkenice)
Štičí rybník je lesní rybník zhruba obdélníkovitého tvaru o rozloze asi 2,6 ha, který leží na Jabkenickém potoce v Jabkenické oboře asi 1,6 km východně od centra obce Jabkenice v okrese Mladá Boleslav. Štičí rybník je  součástí rybniční soustavy sestávající z pěti větších rybníků, v pořadí od pramene potoka to jsou: Křinecký rybník, Vidlák, Hrádecký rybník, Štičí rybník a  Mlýnský rybník (leží již vně Jabkenické obory). Součástí této rybniční soustavy je i několik menších rybníčků je na vedlejších přítocích. Rybniční soustava v Jabkenické oboře je zakreslena již na mapovém listě č. 76 z I. vojenského mapování z let 1764–1783.
Rybník je využíván pro chov ryb.

## Galerie

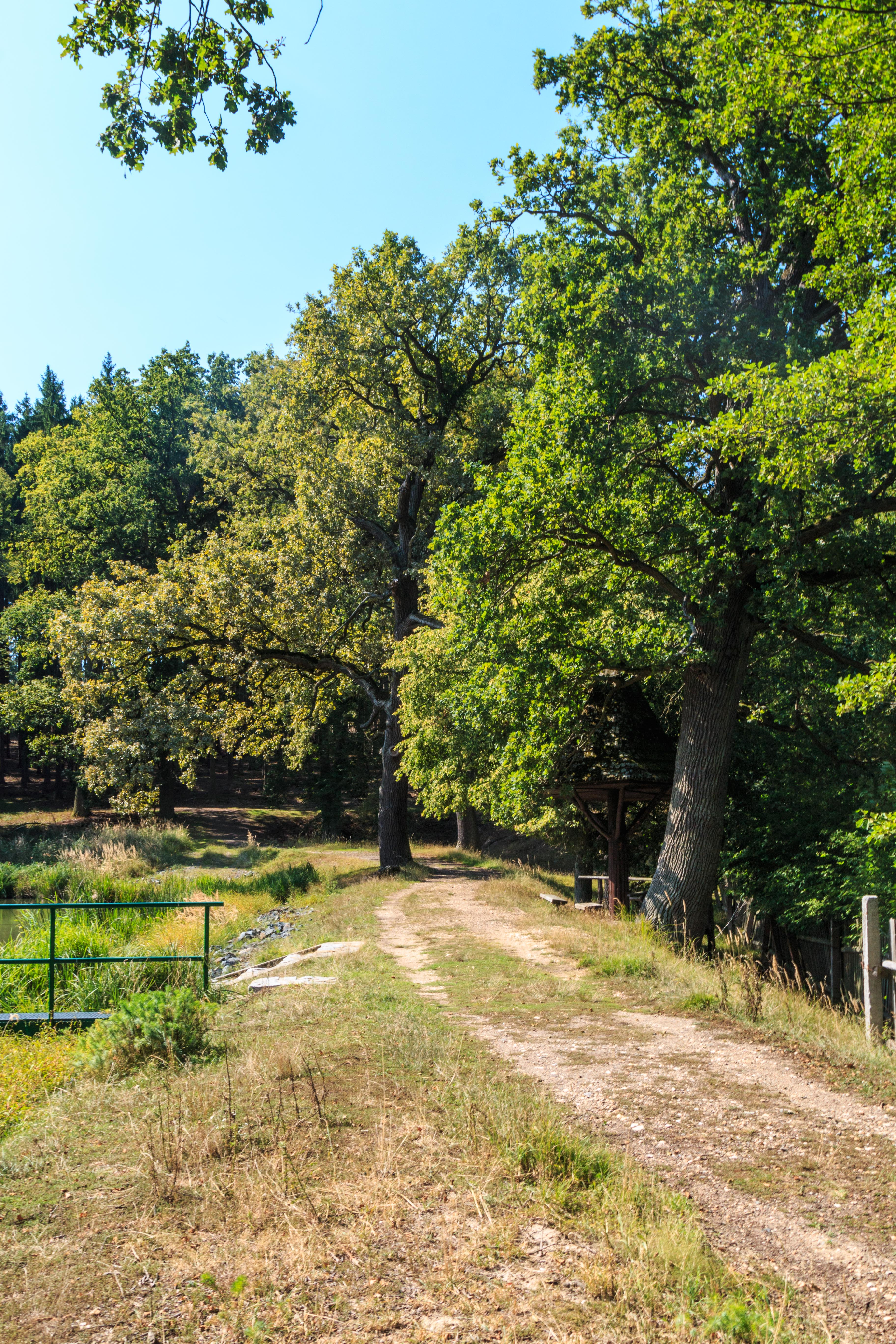
Pohled na hráz rybníka
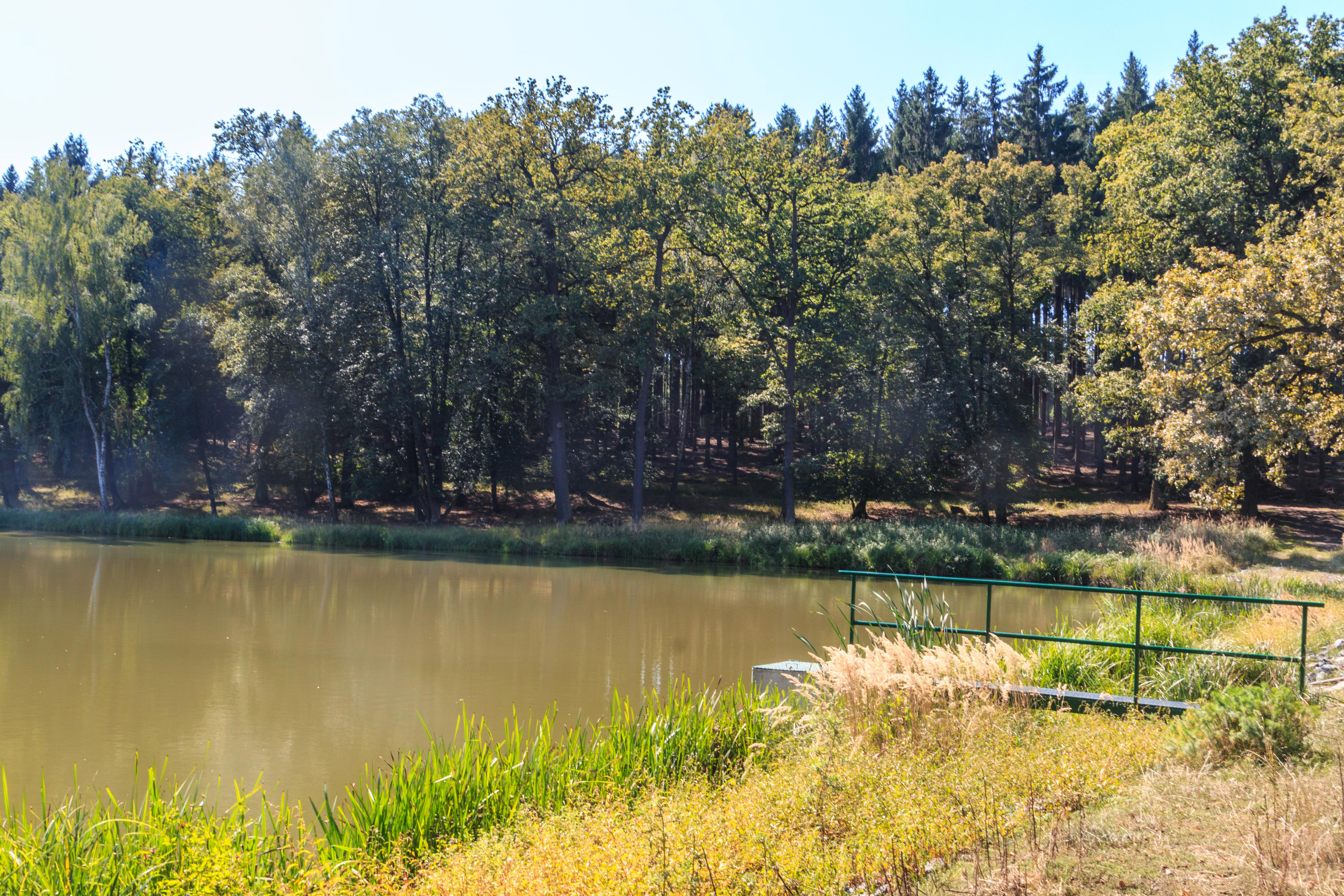
Pohled z hráze na jihozápadní břeh
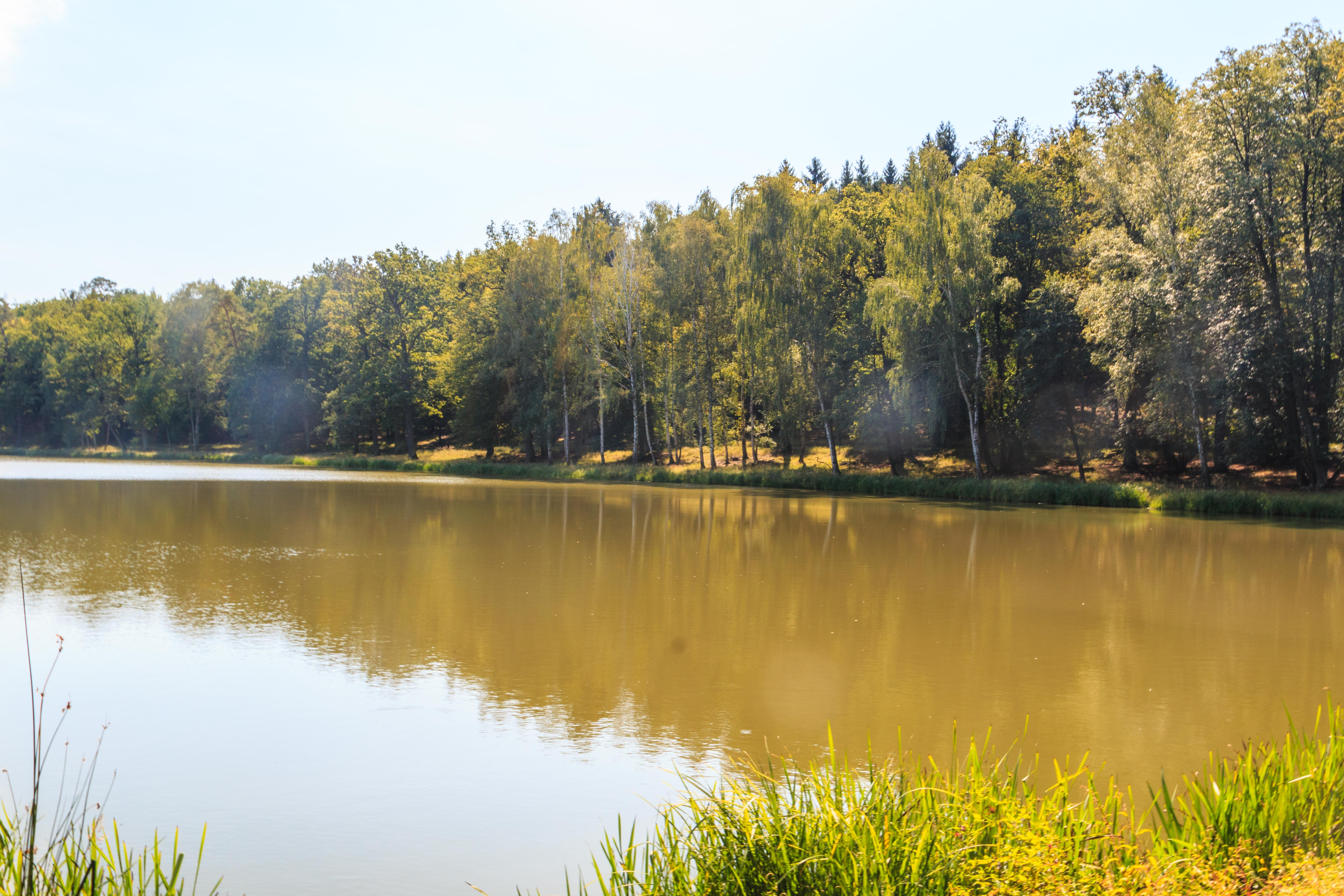
Jihozápadní břeh
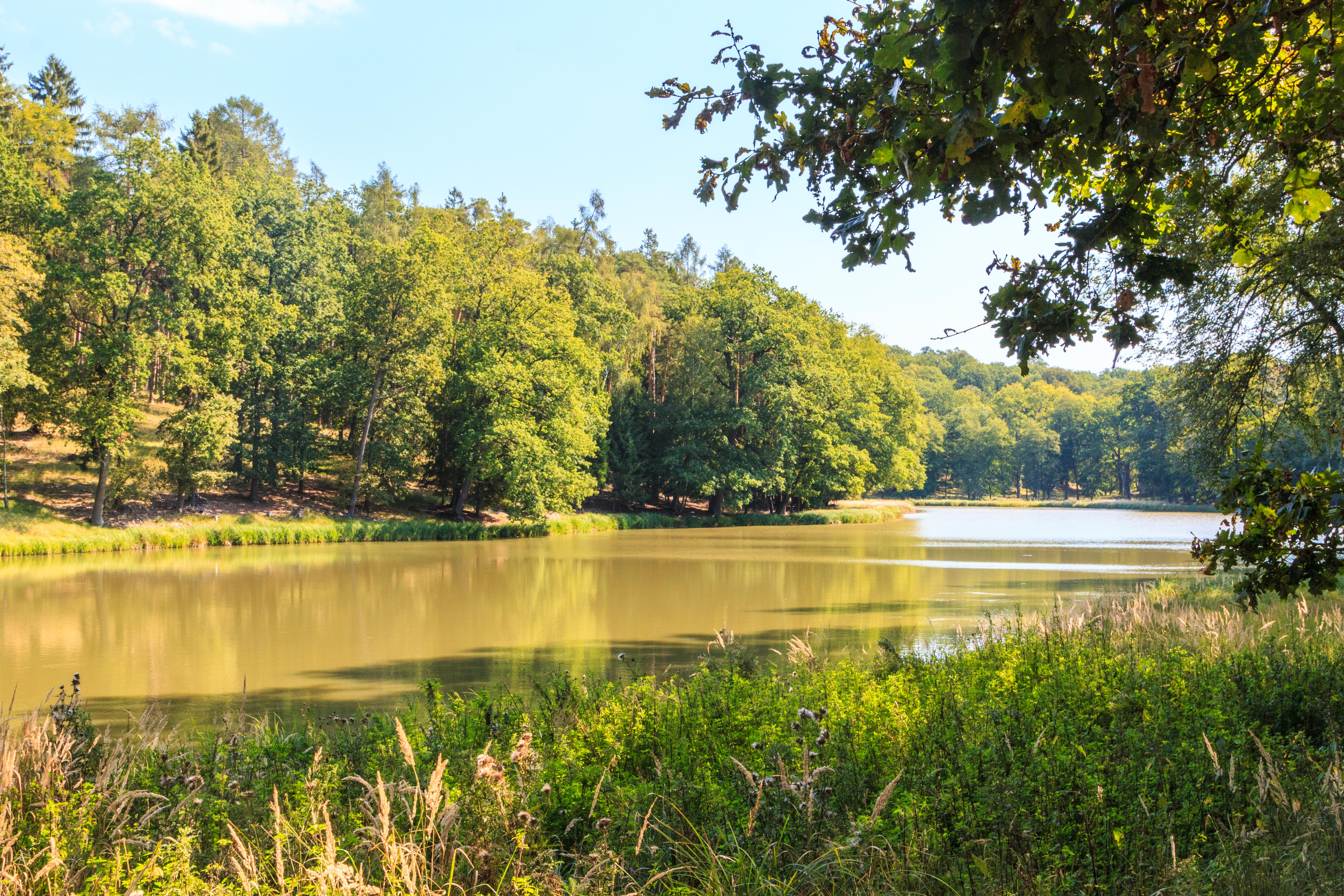
Severovýchodní břeh
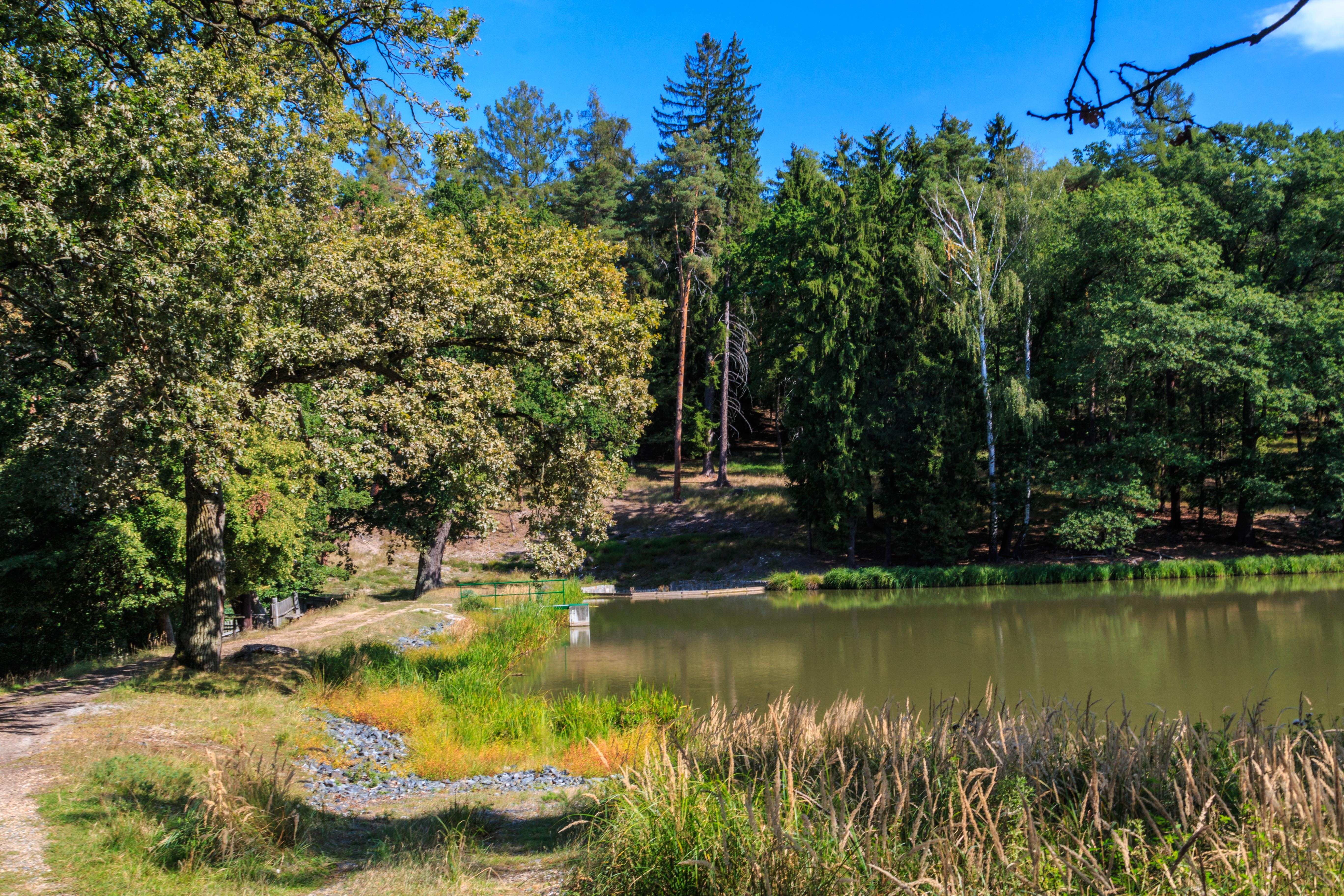
Pohled přes hráz ze západního cípu rybníka
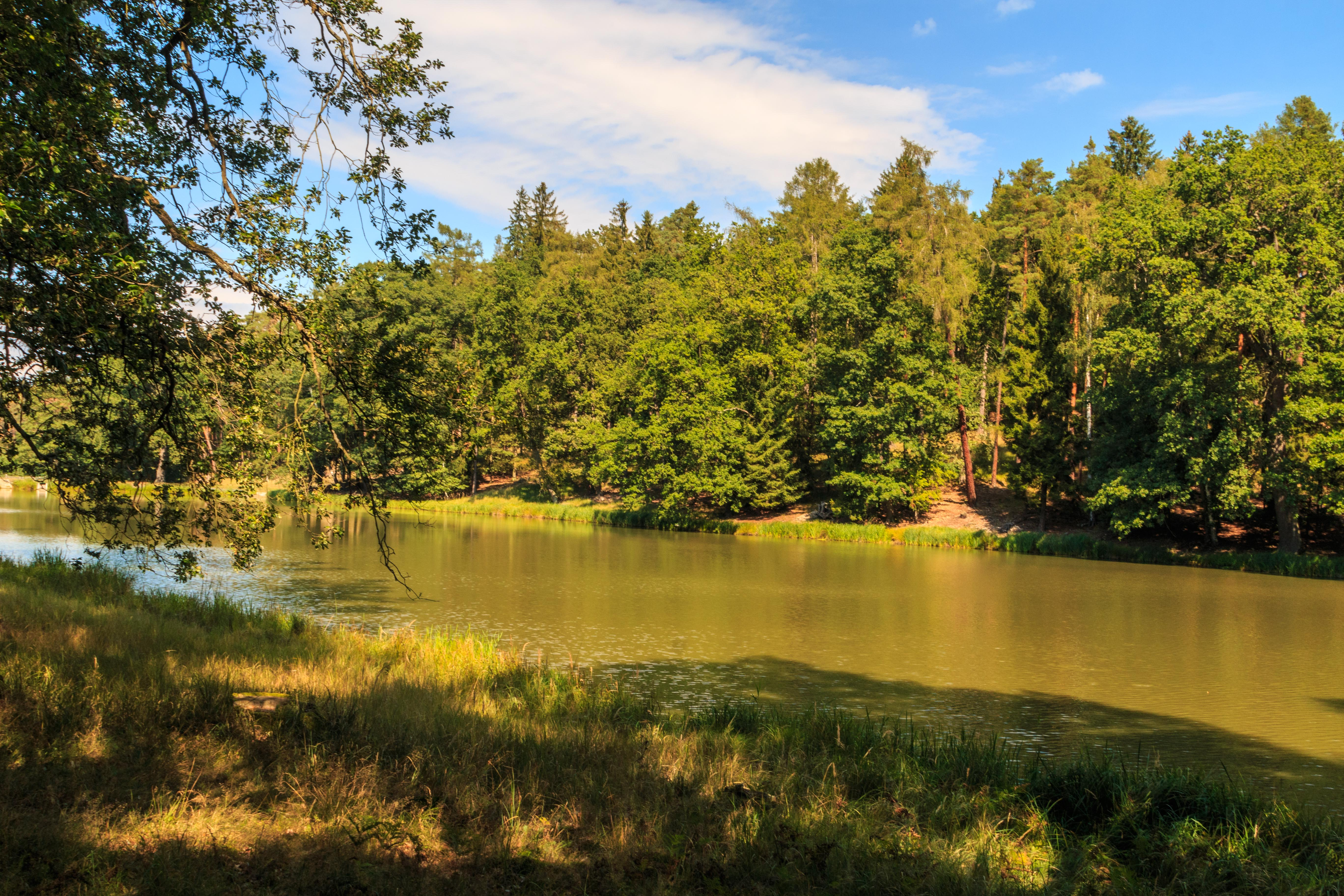
Pohled z jihozápadního břehu